# Jia Pingwa
 Jia Pingwa, född 21 februari 1952 i Danfeng i Shaanxi-provinsen, är en kinesisk författare.
Jia Pingwa debuterade 1972 och har utgivit romaner, noveller och essäer. Han har tilldelats några av Kinas främsta litterära priser, bland andra Mao Dun-priset och Lu Xun-priset. År 1997 tilldelades han det franska priset Prix Femina Étranger. 
Flera av hans verk är översatta till engelska och franska och på svenska finns romanerna Lyckan och Opera på Bokförlaget Wan Zhi.